# ミッドウェストシティ (オクラホマ州)
ミッドウェストシティ（Midwest City）は、アメリカ合衆国オクラホマ州のオクラホマ郡にある都市。人口は5万8409人（2020年）。三方をオクラホマシティに囲まれている。

## 概要
ティンカー空軍基地に隣接した「基地の町」であり、町の経済は基地に大きく依存している。ティンカー空軍基地は軍人、民間人合わせて2万6000人を雇用しており、下請け企業もかなりの数に上るため、地域経済に与える影響は大きい。

## 歴史
第二次世界大戦中の1941年、オクラホマシティに空軍基地（当時は陸軍付属）を建設する計画が持ち上った。名称は「ミッドウェスト基地」。このため基地に隣接した農地（国勢調査指定地域）を法人化して自治体を設立することになった。こうして1943年に「ミッドウェストシティ」が誕生した。その後、基地の名称は「ティンカー」に変更された。
1983年、会員制スーパーマーケット・サムズ・クラブの1号店が開店した。
ミッドウェストシティ付近は度々竜巻が発生している。近年では1999年と2003年に大きな被害を受けた。